# Organisation für Verteidigungsforschung und Entwicklung

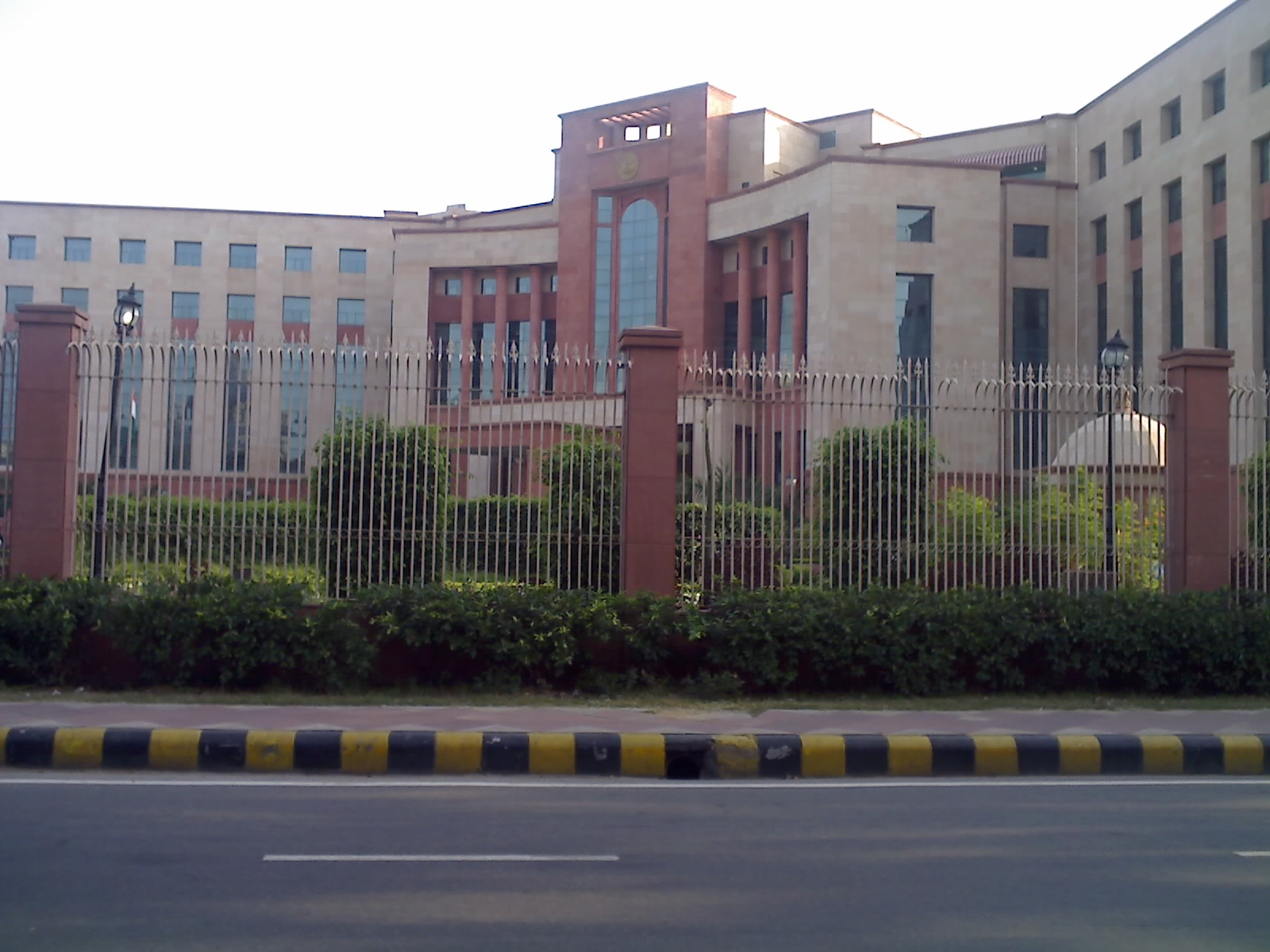
DRDO Bhawan in Neu-Delhi, das Firmenhauptquartier von DRDO

Die Organisation für Verteidigungsforschung und Entwicklung (hindi रक्षा अनुसन्धान एवं विकास सङ्गठन; englisch Defence Research and Development Organisation, kurz: DRDO) ist eine Behörde in Indien, die mit Forschung und Entwicklung für das Militär beauftragt ist und ihren Sitz in Neu-Delhi hat. Sie entstand 1958 durch den Zusammenschluss der Technical Development Establishment and the Directorate of Technical Development and Productions mit der Indischen Defence Science Organisation. Sie steht unter der administrativen Kontrolle des indischen Verteidigungsministeriums.
Mit einem Netzwerk von 52 Laboratorien, die sich mit der Entwicklung von Verteidigungstechnologien in verschiedenen Bereichen wie Luftfahrt, Rüstung, Elektronik, Bodenkampf, Biowissenschaften, Materialwissenschaften, Raketen und Marinesystemen beschäftigen, ist DRDO die größte und diversifizierteste Forschungsorganisation Indiens. Die Organisation beschäftigt direkt rund 5.000 Wissenschaftler des Dienst für Verteidigungsforschung und Entwicklung (hindi रक्षा अनुसन्धान एवं विकास सेवा; englisch Defence Research and Development Service, kurz: DRDS) und rund 25.000 weitere wissenschaftliche, technische und unterstützende Mitarbeiter.

## Zwischenfälle
- Am 11. Januar 1999 stürzte eine Hindustan Aeronautics HAL 748 der indischen Defence Research and Development Organisation (militärisches Kennzeichen H-2175) während des Landeanflugs 2,5 Kilometer vor der Marinefliegerbasis in Arakkonam (INS Rajali) ab. Die Maschine war mit einer Radar-Antennenkuppel modifiziert worden, die offenbar im Anflug kollabierte. Alle 8 Insassen, je vier Besatzungsmitglieder und Passagiere, kamen ums Leben.[1]